# Mimoun Azaouagh
Mimoun Azaouagh (ur. 17 listopada 1982 w Benisidel) – piłkarz niemiecki pochodzenia marokańskiego grający na pozycji ofensywnego pomocnika.

## Kariera klubowa
Azaouagh urodził się w marokańskim mieście Benisidel. Wraz z rodzicami w młodym wieku osiedlił się w niemieckim Frankfurcie nad Menem. Piłkarską karierę rozpoczynał w juniorach FSV Frankfurt, a następnie terminował w szkółce Eintrachtu Frankfurt. Otarł się nawet o pierwszy zespół, ale w Bundeslidze nie zadebiutował. W 2000 roku Mimoun przeszedł do 1. FSV Mainz 05. Pierwsze 2 lata spędził w rezerwach tego klubu, a w 2002 roku awansował do pierwszej drużyny. W 2. Bundeslidze grał przez dwa sezony i na koniec sezonu 2003/2004 świętował wraz z kolegami klubowymi awans do pierwszej ligi. W 1. Bundeslidze Azaouagh zadebiutował 11 września w wygranym 2:0 spotkaniu z Bayerem 04 Leverkusen. Natomiast w swoim drugim spotkaniu z Arminią Bielefeld (1:1) strzelił gola z rzutu wolnego. Jeszcze w styczniu 2005 za 650 tysięcy euro Azaouagh został zakupiony przez FC Schalke 04, jednak do końca sezonu nie zagrał żadnego spotkania. Do składu klubu z Gelsenkirchen nie przebił się też w sezonie 2005/2006, kiedy tylko 4 razy zagrał w lidze. Wygrał za to Puchar Ligi Niemieckiej. Na sezon 2006/2007 został wypożyczony do Mainz, w którym grał w wyjściowej jedenastce, ale nie zdołał pomóc w utrzymaniu się zespołu w lidze. Latem 2007 po degradacji FSV Azaouagh powrócił do Schalke.
Na początku 2008 roku Mimoun został wypożyczony do VfL Bochum, dla którego strzelił 3 gole. Latem kierownictwo Bochum zdecydowało się wykupić piłkarza za 700 tysięcy euro. Po zakończeniu sezonu 2011/2012 przeszedł do 1. FC Kaiserslautern.
| Sezon   | Klub                 | Kraj   | Rozgrywki     | Mecze | Bramki |
| ------- | -------------------- | ------ | ------------- | ----- | ------ |
| 2002/03 | 1. FSV Mainz 05      | Niemcy | 2. Bundesliga | 24    | 3      |
| 2003/04 | 1. FSV Mainz 05      | Niemcy | 2. Bundesliga | 24    | 1      |
| 2004/05 | 1. FSV Mainz 05      | Niemcy | Bundesliga    | 8     | 1      |
| 2004/05 | FC Schalke 04        | Niemcy | Bundesliga    | 0     | 0      |
| 2005/06 | FC Schalke 04        | Niemcy | Bundesliga    | 4     | 0      |
| 2006/07 | 1. FSV Mainz 05      | Niemcy | Bundesliga    | 27    | 2      |
| 2007/08 | FC Schalke 04        | Niemcy | Bundesliga    | 5     | 0      |
| 2007/08 | VfL Bochum           | Niemcy | Bundesliga    | 14    | 3      |
| 2008/09 | VfL Bochum           | Niemcy | Bundesliga    | 30    | 1      |
| 2009/10 | VfL Bochum           | Niemcy | Bundesliga    | 17    | 3      |
| 2010/11 | VfL Bochum           | Niemcy | 2. Bundesliga | 13    | 2      |
| 2011/12 | VfL Bochum           | Niemcy | 2. Bundesliga | 11    | 2      |
| 2012/13 | 1. FC Kaiserslautern | Niemcy | 2. Bundesliga | 15    | 1      |

## Kariera reprezentacyjna
Azaouagh mógł wybierać, czy chce grać w reprezentacji Niemiec, czy Maroka i ostatecznie wybrał tę pierwszą opcję. W latach 2003–2004 rozegrał 6 spotkań w młodzieżowej kadrze U-21.